# Judit och Holofernes (Gentileschi)
Judit och Holofernes (italienska: Giuditta e Oloferne) eller Judit halshugger Holofernes (Giuditta che decapita Oloferne) kan avse två oljemålningar av den italienska barockkonstnären Artemisia Gentileschi. Den ena dateras till omkring 1612–1613 och är utställd på Museo di Capodimonte i Neapel och den andra till 1620–1621 och ingår i samlingarna på Uffizierna i Florens.

## Motiv
Berättelsen om Judit och Holofernes återfinns i Judits bok som ingår i Tillägg till Gamla Testamentet. Där berättas om en judisk kvinna som räddar sin belägrade stad Betylua genom att förföra och sedan döda den assyriske härföraren Holofernes. Till sin hjälp har hon endast en tjänarinna vars namn ibland uppges vara Abra. Berättelsen om Judit är ett vanligt motiv i konsthistorien och har skildrats av bland andra Simon Vouet, Andrea Mantegna, Caravaggio och Gustav Klimt.

## Konstnären
Gentileschi gick i lära hos sin far Orazio Gentileschi som var en caravaggist. Deras stil kännetecknas av dramatiska och realistiska kompositioner och så kallad chiaroscuro, det vill säga starka kontraster mellan ljus och mörker. Hennes tavlor och i synnerhet Judit och Holofernes har ofta tolkats i ljuset av hennes kamp mot orättvisor som kvinnlig konstnär och framför allt den våldtäkt hon utsattes för av Agostino Tassi 1611 när hon var 17 år. Utöver dessa två versioner målade hon ytterligare fem versioner av Judit och hennes tjänarinna med Holofernes huvud samt ett stort antal porträtt av andra kvinnliga personligheter från Bibeln, helgonlegender eller grekisk-romersk mytologi såsom Susanna, Batseba, Maria Magdalena och Katarina av Alexandria. Judit och Holofernes var ett populärt motiv under barocken såväl Caravaggio som fadern hade målat liknande verk som kan ha influerat henne (se bildgalleri).

## Neapelversionen
Neapelversionen är ett tidigt verk av Gentileschi. Hon var omkring 20 år men hade redan slutfört de första versionerna av Susanna i badet och Madonnan med barnet. Neapelversionen kan ha utförts under tiden för den sju månader långa rättegången som följde efter Tassos våldtäkt och före hennes flytt från Rom till Florens (cirka 1612–1613). Den var ursprungligen större och har vid något tillfälle beskurits på vänster sida så att Holofernes ben saknas.

## Florensversionen
Denna stora målning tros ha målats strax efter flytten från Florens till Rom 1620. Sannolikt målades den på beställning av Cosimo II de' Medici som var en stor samlare av caravaggister och även tidigare förvärvat verk av Gentileschi. Det sägs dock att han reagerade på motivets våldsamhet och lät hänga upp den på en undanskymd plats. Han ska även ha underlåtit att betala konstnärens som först efter storhertigens död och efter medling av Galileo Galilei erhöll betalningen. Det finns ett brev bevarat från 1635 där konstnären tackar Galilei. 
Målningen är signerad "Ergo Artemitia Lomi Fec." i det nedre högerhörnet, fanns i Palazzo Pitti 1638 och överfördes 1774 till Uffizierna. 

## Bildgalleri

Caravaggios Judit och Holofernes (cirka 1599), Gallerie nazionali d'arte antica.
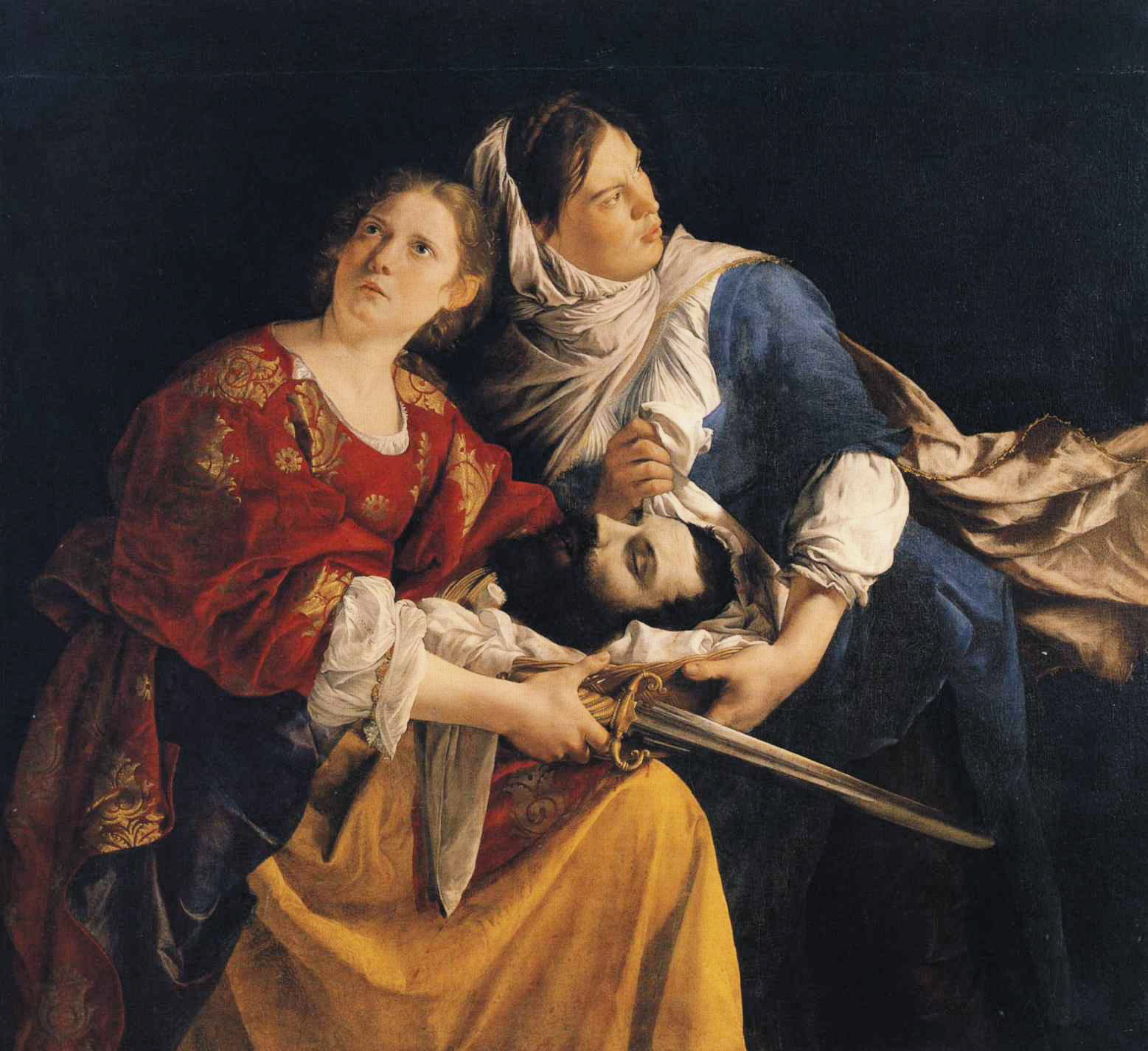
Orazio Gentileschis Judit och hennes tjänarinna med Holofernes huvud (1621–1624), Wadsworth Atheneum Museum of Art.
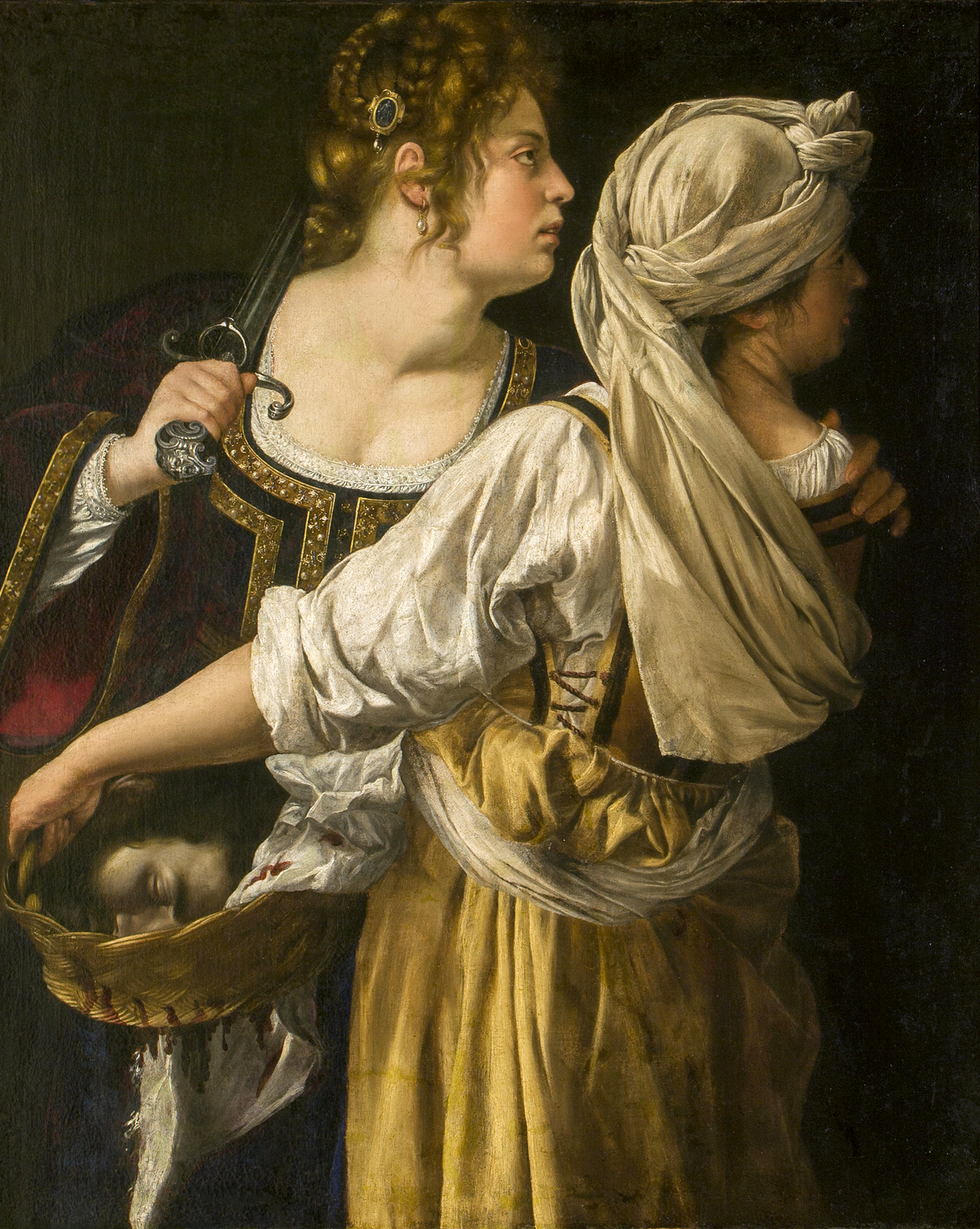
Artemisia Gentileschis Judit och hennes tjänarinna med Holofernes huvud (cirka 1610–1620), Palazzo Pitti.